# 潘孟陽
潘孟阳（766年—815年），唐朝大臣，刘晏的女儿和礼部侍郎潘炎的儿子。
潘孟阳以父荫入仕，又登博学宏词科，历任渭南尉、殿中侍御史、司议郎、兵部郎中。唐德宗贞元末年，以王绍推荐，潘孟阳权知户部侍郎。唐顺宗传位给唐宪宗，以杜佑判度支，杜佑让潘孟阳当了自己的副职。唐宪宗命他到江淮视察财赋，加盐铁转运副使，并检察东南诸镇。他气豪权重，随从三、四百人，一路上只是留连倡乐、饮宴、游赏山寺。至盐铁运院，广纳财贿，补充吏职而已。于是大失人望，还京，罢盐铁转运副使等职，担任大理卿。元和三年（808年）出任华州刺史，转任梓州刺史、剑南东川节度使。武元衡为相时，召他入朝为户部侍郎判度支，兼京北五城营田使，他与太府卿王遂不和，二人争论，唐宪宗把他改为左散骑常侍。次年，再任户部侍郎。潘孟阳不拘小节，喜欢宴会，在乐游原居宅十分华丽，唐宪宗微服出行，见其宅宏敞，当时尚未完工。他听说后因害怕而停工。潘孟阳中风，再为左散骑常侍。元和十年八月去世，追赠兵部尚书，谥康。左司郎中郑敬出使江南，唐宪宗告诫他不要学潘孟阳。

## 延伸阅读
[在维基数据编辑]
 在维基文库阅读此作者作品
 《舊唐書/卷162》，出自刘昫《舊唐書》
 《新唐書·卷160》，出自《新唐書》